# الپاگوت، کزیلکاهامام
الپاگوت، کزیلکاهامام (به لاتین: Alpagut, Kızılcahamam) یک منطقهٔ مسکونی در ترکیه است که در استان آنکارا واقع شده‌است.